# Desflorestação durante o período romano
A desflorestação durante o período romano foi resultado da expansão geográfica do Império Romano, com o seu aumento populacional, agricultura em larga escala e desenvolvimento económico sem precedentes. A expansão romana marca a transição no Mediterrâneo da pré-história (por volta de 1.000 a.C.) para o período histórico que começou por volta de 500 a.C. A Terra sustentou alguns milhões de pessoas há 8.000 anos e ainda era fundamentalmente imaculada, mas Roma impulsionou o desenvolvimento humano na Europa Ocidental e foi um dos principais contribuintes para a desflorestação em torno do Mediterrâneo.

## Causas

### Habitação e construção
O material de construção mais básico no período romano era a madeira. Árvores foram cortadas para abrigar populações crescentes em todo o Império Romano. Embora algumas casas mediterrânicas fossem construídas com tijolos e pedras, as estruturas dos telhados, cobertas com telhas, assim como os pisos dos edifícios de apartamentos de vários andares, eram frequentemente feitos de madeira.
Estima-se que em dado momento o Império Romano teve uma população de 56,8 milhões de pessoas e estima-se que um milhão ou mais só em Roma (uma população que não teve igual tamanho na Europa até Londres no século XIX). e por outras estimativas até 70 milhões.

### Combustível
A madeira era um combustível essencial em indústrias como a mineração, a fundição e a fabricação de cerâmica.

### Agricultura

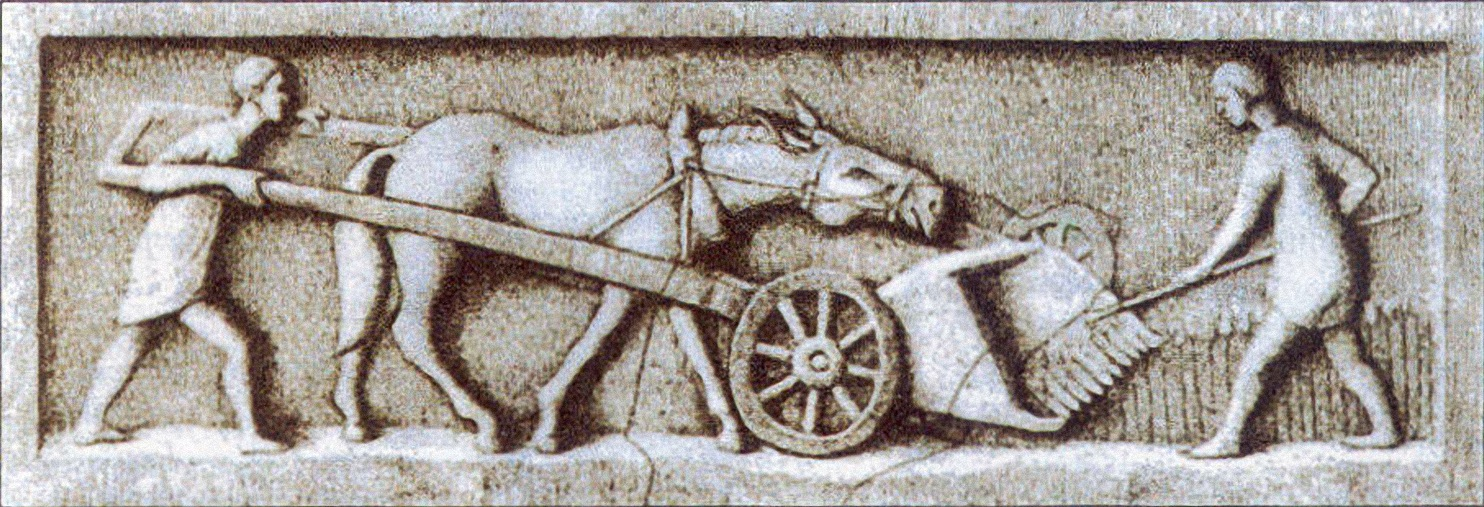
Máquina de colheita romana de Trier, Alemanha.

A agricultura era a base económica do Império Romano. Com uma população cada vez maior, a limpeza de terras para plantações foi a principal causa da desflorestação inicial. As mãos humanas deram lugar aos arados de ferro e às máquinas de colheita, e ao uso de animais para limpar florestas densas e utilizar a rica camada superficial do solo.
A agricultura produzia mercadorias que contribuíam para a prosperidade económica dos romanos, que dependiam das colheitas produzidas pelos escravos/proprietários de terras. Como resultado, em 111 a.C. a lei romana permitia que qualquer pessoa que ocupasse terras públicas de até 20 acre(s)s (81 000 m2)   para mantê-la, desde que fosse cultivada. Este tipo de política criou um amplo desflorestamento e refletiu a importância da agricultura, não apenas para os ricos, mas também para os cidadãos, os militares e os comerciantes envolvidos no comércio com outras regiões.

### Animais e pastoreio excessivo
Um dos principais contribuintes para a degradação ambiental e barreira à regeneração das florestas foi o pastoreio de animais domésticos. Os animais pastavam e destruíam áreas de terra impróprias para o cultivo. O consumo de plantas e árvores jovens nas encostas causou erosão, destruindo o solo das encostas e, por fim, expondo rochas nuas. O silte e o cascalho seriam levados pelas colinas e montanhas, criando outros problemas, como inundações, assoreamento e aterros de pântanos.

### Exército
Com os recursos naturais diminuindo, era vital manter um forte exército romano para conquistar novas terras. Campanhas militares devastaram o campo. Alguns agricultores foram forçados a lutar em vez de cuidar da terra. Quando os recursos naturais se esgotaram em regiões já ocupadas do Império Romano, os militares foram enviados não apenas para defender as terras dos romanos, mas também para acumular outras áreas de interesse que tinham um suprimento abundante de madeira para atender às necessidades da economia romana.
O próprio Júlio César ordenou que as tropas cortassem florestas para evitar ataques furtivos. O desmatamento garantiu que as florestas não pudessem fornecer cobertura e camuflagem para os inimigos de Roma. O tamanho do exército permanente era de cerca de 300.000 homens e aumentou para 600.000 no final do período do Império. As legiões romanas desflorestaram áreas onde acampavam ou marchavam para reduzir a cobertura onde os seus adversários se podiam esconder e/ou montar um ataque furtivo. Os militares utilizaram estes recursos e construíram fortalezas, juntamente com ferramentas e transporte para transportar suprimentos onde necessário.

### Construção naval
A construção naval foi uma das principais responsáveis pelo desmatamento e teve grande importância económica e militar. A importância atribuída ao fornecimento de madeira para a construção de navios não pode ser negada; os navios eram cruciais para a florescente vida económica do Mediterrâneo, e o poder marítimo era vital no exercício do controlo político. Os navios de guerra tinham prioridade sobre os navios mercantes na competição por materiais.
Milhares de navios foram construídos durante este período clássico. Em tempos de guerra, centenas deles podiam ser construídos num mês. Isto colocou uma pressão tremenda no fornecimento de madeira utilizável. Consequentemente, um efeito dos centros de construção naval foi a escassez de madeira nas suas áreas imediatas. Então, depois de as áreas imediatas terem ficado sem recursos de madeira, o transporte de madeira de outras áreas foi a próxima opção. O transporte era caro, mas um número cada vez maior de navios era necessário para manter o domínio naval.

### Urbanização
A urbanização inicial de Roma e áreas vizinhas  concentrou-se na capacidade de obter recursos naturais. As áreas baixas e as áreas próximas a transportes aquáticos foram altamente urbanizadas primeiro, mas conforme a população aumentou junto com o comércio e a manufatura, a expansão imperial e a colonização dos territórios conquistados foram necessárias. O meio ambiente sofreu uma degradação drástica à medida que a poluição causada pela queima de lenha enchia o ar e as fundições que usavam madeira como combustível transmitiam metais pesados para a atmosfera.
A criação de grandes cidades contribuiu para o desmatamento no mundo clássico. A superlotação obrigou os cidadãos a mudarem-se para as encostas onde antes existiam florestas para construírem as suas casas.

## Consequências da desflorestação

### Solo
Com o aumento da procura por recursos e alimentos, houve uma pressão constante sobre a terra e o solo para fornecer alimentos para uma economia em crescimento. A limpeza e aração regulares esgotaram o solo existente, que acabou tornando-se infértil. O escoamento e o solo erodido das encostas desflorestadas aumentaram a quantidade de silte e impediram o fluxo de água para as áreas agrícolas.
Eventualmente, devido ao clima mediterrânico e ao aumento do esgotamento dos nutrientes do solo devido a centenas de anos de colheita, os rendimentos diminuíram. A água da chuva que tinha ficado retida no solo através da vegetação e das florestas escorria agora muito rapidamente, com cada gota de chuva desprotegida por plantas ou por uma camada de serapilheira.

### Inundações e portos
A erosão aumentou até vinte vezes no século III, criando pântanos inutilizáveis, que espalharam doenças como a malária. As inundações causadas pelo escoamento interromperam o fornecimento de água para fontes naturais e rios, mas também aumentaram o assoreamento em áreas costeiras e portos nos deltas dos rios. As chuvas levaram embora a terra desprotegida e alteraram muito as linhas costeiras, em alguns casos, empurrando-as muitos quilómetros mais para o mar, como no caso em torno da foz do rio Pó.
A remoção da camada superficial do solo e os depósitos de silte e cascalho fizeram com que portos e áreas portuárias precisassem de ser movidos, causando ainda mais stresse à economia. Mesmo na cidade de Roma, as enchentes cobriram as partes baixas da cidade e entupiram os esgotos. A primeira destas cheias foi registada em 241 a.C.; os registos indicam um aumento das cheias do rio a partir dessa altura.

### Reflexões e conscientização
O desmatamento para fins agrícolas e para aquecimento era uma necessidade para a sobrevivência a longo prazo na época dos romanos, embora haja um debate sobre se os romanos entendiam as implicações do desmatamento. Richard Grove disse: "os estados agirão para evitar a degradação ambiental somente quando os seus interesses económicos forem mostrados como diretamente ameaçados". Os romanos tinham algumas formas de conservação ecológica, no entanto. A reciclagem de vidros era praticada juntamente com o projeto arquitetónico que utilizava aquecimento solar. As florestas também estavam sujeitas a regulamentações governamentais e protegidas para recursos futuros.
No século V a.C., Platão queixou-se de que "a perda de madeira tinha desnudado as colinas e planícies que rodeavam Atenas e causado uma erosão maciça do solo". Cícero também observou que "nós (humanos) somos os mestres do que a terra produz" e "todas as coisas neste mundo que os homens empregam foram criadas e fornecidas para o bem dos homens".

## Interpretações

### Conjetura sobre o colapso romano
Tainter argumentou que “a desflorestação não causou o colapso romano”, mas que se poderia argumentar que faz parte dele. Como escreveu Williams, é mais provável que a guerra constante, as epidemias devastadoras, a rebelião, a invasão externa, o declínio populacional e um grau excessivo de urbanização, separadamente ou em combinação, tenham operado na terra de um império que se estendeu além dos seus meios.
No livro ambiental de 2011, Life Without Oil, de Steve Hallett, o autor argumenta que o colapso do Império Romano pode ter sido ligado a um cenário de pico da madeira na Bacia do Mediterrâneo. Ele sugere que, como a madeira tinha que ser transportada de cada vez mais longe, a lei dos rendimentos decrescentes prejudicava o desempenho económico da indústria romana, deixando Roma vulnerável a outros problemas bem documentados de invasão e divisão interna. Eles discutem isto como um conto de advertência, comparando-o ao destino potencial da sociedade contemporânea num cenário pós-pico do petróleo.

### Visão alternativa
Alguns argumentam que quase tudo o que foi dito acima baseia-se numa projeção não histórica das preocupações atuais sobre o passado. Esta visão alternativa argumenta que existem imensas complexidades de tempo, espaço, clima, geologia e topografia que, quando combinadas com as nossas informações extremamente fragmentadas, tornam generalizações quase impossíveis. Algumas culturas – tâmaras, figos, azeitonas, castanhas – desempenharam um papel muito importante na agricultura romana. Os grãos eram frequentemente cultivados intercaladamente com estas culturas. Quase todas as espécies de árvores crescem novamente quando cortadas. Cortar uma floresta não destrói, por si só, a floresta. A talhadia é uma maneira pela qual a madeira pode ser colhida de forma sustentável, por exemplo.
Os hipocaustos foram pré-adaptados para queimar combustíveis de baixa qualidade, como palha e carvão. Há boas razões para acreditar que tanto a palha quanto o carvão eram combustíveis importantes na antiguidade, especialmente na Grã-Bretanha romana, onde o carvão era abundante em muitas áreas. Uma grande proteção contra a erosão do solo advém do uso de terraços em encostas. Não sabemos quão extensos eram os terraços na antiguidade, mas boa parte da erosão do solo, supostamente causada pelos romanos, pode muito bem datar da Idade das Trevas, quando a manutenção dos terraços foi interrompida. Mudanças na cobertura arbórea podem surgir de diferenças climáticas, que ainda não são bem compreendidas. Mas há algumas evidências de que o declínio do Ocidente romano está ligado às alterações climáticas.
A agricultura de corte e queimada, associada a populações menores do que no período romano, pode ser pelo menos tão responsável pelo desmatamento e erosão do solo quanto a agricultura romana. Os pântanos costeiros podem ser causados tanto por mudanças no nível do mar quanto pela erosão do solo. Pode haver razões para acreditar que as doenças das árvores, já há 6000 anos, causaram o declínio dos olmos, mas que este declínio das árvores estava relacionado de alguma forma complexa com as práticas dos agricultores neolíticos.